# 충의 오렌지단

충의 오렌지단(Loyal Orange Institution)은 북아일랜드에 본부를 둔 국제 개신교 남성친목단체다. 저지 스코틀랜드와 영연방 곳곳에 지회를 두고 영향력을 행사하고 있으며 미국과 토고에도 지회가 있다. 흔히 오렌지단(Orange Order)이라고 부른다.
오렌지단은 신구교간 종파갈등이 극에 달했던 1795년 아마주에서 창단되었다. 그 형식은 프리메이슨과 유사하되 개신교에 충실하기로 했다.
오렌지단이라는 이름은 재커바이트의 난에서 천주교 군주인 제임스 2세를 무찔렀던 개신교도 왕 윌리엄 3세가 오렌지 공의 작위를 가지고 있었음에서 유래했다. 단원들은 오렌지색 현장(懸章)을 패용하고 오렌지멘(Orangemen)이라고 칭한다. 매년 7월 12일에 오렌지 행진이라는 가두행진을 벌이는 것으로 유명하다.
오렌지단은 기본적으로 영국의 연합주의를 따르는 보수단체로, 얼스터 충성주의와도 연관이 있다. 2014년에는 스코틀랜드의 독립에 반대하는 운동을 펼쳤다. 오렌지단은 자기들이 개신교도의 민권과 종교자유를 방어한다고 보고 있는 반면 비판자들은 이들이 종파주의적이고 개선주의적이라고 주장한다. 북아일랜드의 왕당파 준군사조직들과의 연관성 역시 비난거리다. 기본적으로 개신교 단체이기에 비개신교도는 개종하지 않으면 단원으로 받아들이지 않으며, 천주교도와 결혼한 개신교도도 받아주지 않는다. 이들의 연례 행사인 오렌지 행진은 주변의 천주교도 및 아일랜드 민족주의자들을 쉽게 자극하며, 폭력사태로 이어지는 경우도 적지 않다.

## 같이 보기
- 반가톨릭주의